# Alessandro Valignano
Alessandro Valignano (Chieti, februari 1539 – Macau, 20 januari 1606) was een Italiaanse jezuïet. In 1573 werd hij door Everard Mercurian, de generaal-overste van de orde van de jezuïeten, benoemd tot visitator, inspecteur, van het missiegebied van de jezuïeten in het grootste deel van Azië. Vanaf 1578 zou zijn aandacht en energie gericht zijn op de missie van de jezuïeten in China, maar vooral op de missie in Japan. Valignano was de grondlegger van het beleid van de orde gericht op het accommoderen van in missiegebieden aanwezige rituelen, opvattingen en gebruiken in de uitoefening van het christendom daar. De opvattingen van Valignano zijn van doorslaggevende invloed geweest op de ontwikkeling van de missiestrategie in China door Matteo Ricci.

## Jeugd, opleiding en carrière in Europa
Alessandro Valignano werd in een rijke familie geboren in Chieti in het zuidelijke deel van de Abruzzo. Zijn ouders waren goede vrienden van de bisschop Giovanni Pietro Carafa, die later paus Paulus IV zou worden. Nadat Valignano een graad in de rechten had behaald was het Paulus IV die hem benoemde tot abt en op twintigjarige leeftijd tot kanunnik van de kathedraal van Chieti. Na het overlijden van Paulus IV was Valignano zijn patroon kwijt en kwam in moeilijkheden. Als gevolg van een vechtpartij waarbij hij iemand ernstig verwondde, bracht hij ruim een jaar door in een gevangenis in Venetië.
In 1566 sloot hij zich aan bij de Sociëteit van Jezus en ging studeren aan het Collegio Romano. Hij studeerde wiskunde bij Christoph Clavius en daarnaast theologie, filosofie en natuurkunde. In 1571 kreeg hij de verantwoordelijkheid voor de opleiding van de novicen en in dat jaar was hij ook de examinator van Matteo Ricci. Hierna was Valignano gedurende een jaar rector van het college van de jezuïeten in Macerata. In 1573 werd hij door Everard Mercurian, de generaal-overste van de orde van de jezuïeten, benoemd tot visitator van het missiegebied van de jezuïeten in de Indies.
Een visitator was een inspecteur, die zelf niet direct betrokken was bij de missie, maar wel in of nabij het missiegebied resideerde. Hij oefende namens de generaal-overste van de orde toezicht uit op de kwaliteit van de missies, het gedrag van de missionarissen en de voortgang van resultaten van de missie. In die periode waren de missiegebieden van de jezuïeten in Azië nog niet verdeeld in afzonderlijke provincies. Valignano werd verantwoordelijk voor een missiegebied dat zich uitstrekte vanaf de oostkust van Afrika tot en met Japan.

## Verblijf in Goa
Valignano verbleef van september 1574 tot september 1578 in Goa, de hoofdstad van het Portugese imperium in het oosten. Uit bewaard gebleven brieven van Valignano is duidelijk dat hij van de Indiase bevolking een bijzonder lage dunk had. Ondanks dat feit stelde hij het volgen van taallessen voor de daar aanwezige jezuïeten verplicht. Het voldoen aan die verplichting werd door een groot aantal jezuïeten ontweken. Veel jezuïeten in India deelden het oordeel van Valignano over de bevolking en waren bevreesd dat het beheersen van een lokale taal hen zou veroordelen om vooral onder de Indiase bevolking te werken en niet meer onder de daar aanwezige Portugezen. Beheersing van die taal zou ook de kans verminderen op een positie in bijvoorbeeld het veel meer prestigieus geachte missiegebied van Japan. In september 1578 vestigde Valignano zich in de Portugese enclave Macau. Vanaf dat moment zou zijn aandacht vooral naar de missie in Japan gaan.

## Begin van de missie in Japan
De missie in Japan was begonnen in het kielzog van de aankomst van de eerste Portugese schepen in Japan in 1543. In 1549 arriveerde Franciscus Xaverius als eerste missionaris in Kagoshima op het eiland Kyushu. Deze periode in Japan was het laatste deel van de Sengoku-periode, die voor een deel een overlap in jaren heeft met de Azuchi-Momoyamaperiode. Het was een periode waarin de laatste burgeroorlogen plaatsvonden op weg naar een beëindiging van de bestuurlijke fragmentatie van het land en naar een vorm van hereniging die in 1603 zou leiden tot het Tokugawa-shogunaat. Het land werd bestuurd door feodale heersers, de daimyo.
Xaverius en zijn opvolgers wisten in enkele decennia een spectaculair groot aantal bekeringen te maken. Rond 1580 zou er sprake zijn van ruim 230.000 Japanse christenen. De jezuïeten schreven dan ook enthousiaste berichten over de resultaten van de missie. Eind zestiende eeuw werd de missie van de jezuïeten in Japan ook gezien als de belangrijkste en meest prestigieuze onderneming van de orde.
Een zeer aanzienlijk deel van de bekeringen waren massabekeringen. Een aantal daimyo's ging over tot het christendom, omdat zij wilden participeren in de lucratieve handelscontacten met de Portugezen, die hen ook van vuurwapens konden voorzien. De daimyo gaf dan toestemming te prediken en te bekeren onder de bevolking van zijn gebied. Vaak gingen uit loyaliteit met de daimyo duizenden, soms tienduizenden personen, in korte periode over tot het christendom. De keerzijde hiervan was, dat als een daimyo niet langer christen wenste te zijn, zijn onderdanen dat voorbeeld volgden.

## De reorganisatie van de missie door Valignano

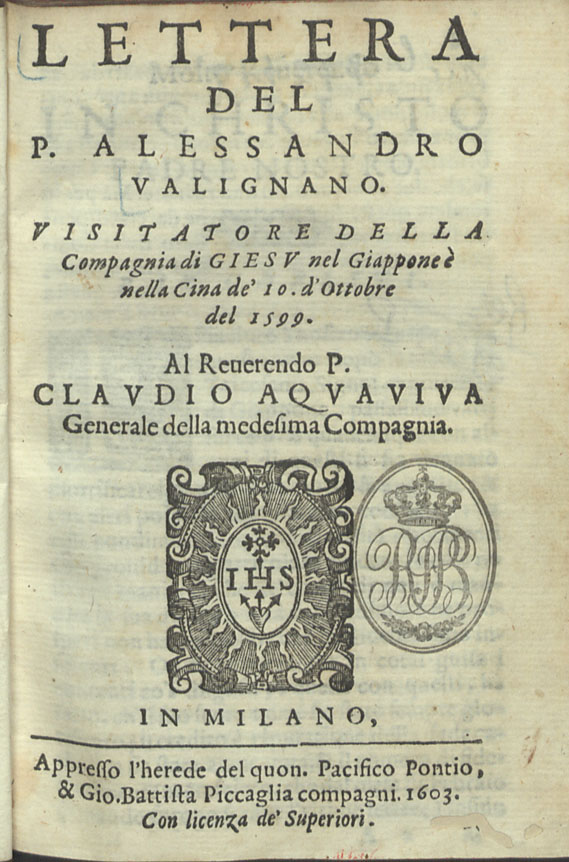
Gebundelde brieven van Valignano aan de generaal-overste van de orde. Deze eerste uitgave van 1603 was al een feit voor zijn overlijden.

Vanuit zijn residentie in Macau zou Valignano driemaal Japan bezoeken. Zijn eerste bezoek was van 1579 tot 1582. Uit brieven van Valignano is bekend dat hij hoge verwachtingen had van zijn bezoek. Hij werd in een aantal aspecten teleurgesteld. Valignano was voor zijn aankomst onvoldoende geïnformeerd over – in ieder geval de omvang van – het verschijnsel van massabekeringen. Hij kwam al heel snel tot de conclusie dat veel in wezen slechts nominale en marginale bekeringen waren. Valignano overwoog ook massabekeringen te verbieden, maar zag daar uiteindelijk vanaf. Hij merkte ook de verachting op die veel jezuïeten hadden en ook richting Japanners uitdroegen ten aanzien van Japanse gebruiken en gewoonten.
Hij ontwikkelde hij een strategie, gericht op een christendom dat voor Japanners meer te accepteren zou zijn. In 1581 schreef hij Il Cerimoniale per i Missionari del Giappone. Dit waren gedetailleerde voorschriften voor de jezuïeten in Japan. De essentie was de eis om zich zoveel mogelijk aan te passen aan de leefstijl en etiquette van de omgeving tot en met het verplicht moeten eten van Japans voedsel. Het bevatte verder een groot aantal opmerkingen, dat de getoonde minachting voor Japanse cultuur volstrekt misplaatst was.
Een groot aantal missionarissen beheerste de Japanse taal niet of nauwelijks. Een belangrijke maatregel was het verplicht stellen van een tweejarige training voor iedere nieuwe missionaris in de Japanse taal. Valignano realiseerde zich, dat het aantal Europese jezuïeten in Japan volstrekt ontoereikend zou zijn voor een reëel pastoraat over het aantal christenen. Zijn belangrijkste prioriteit werd dan ook het een aanvang maken van de opleiding voor volwaardige Japanse priesters. Tijdens die reis en ook in latere perioden werden door Valignano seminaries gesticht met dat doel. In 1586 werd in Lissabon een door hem geschreven catechismus gedrukt, de Catechismus Christianae Fidei als een leerboek voor Japanse studenten aan de seminaries. Het eerste deel is een weerlegging van vooral het boeddhisme, een uitleg over de natuur van de christelijke god en een bewijs van Zijn bestaan en schepping. Het tweede deel bevat vooral opvattingen over juist christelijk handelen.
Die maatregelen kregen aanzienlijke tegenstand. Ook Francisco Cabral, de toenmalige provinciaal in Japan verzette zich. Hij wenste Japanners niet boven de positie van lekenbroeders te accepteren. Hij had de opvatting, dat op de seminaries Japanners vooral Latijn moesten leren en de Europese cultuur en gedachtewereld adopteren. Valignano dwong uiteindelijk Cabral tot aftreden.
Valignano verwachtte veel van de aankomst van een pers die ook in het Japans kon drukken. In 1595 was er een Japans-Portugees woordenboek en een Japanse grammatica gedrukt. Daarnaast werden vooral boeken over het leven van christelijke heiligen uitgegeven, zoals het verhaal van Barlaam en Josaphat.

## Financiën

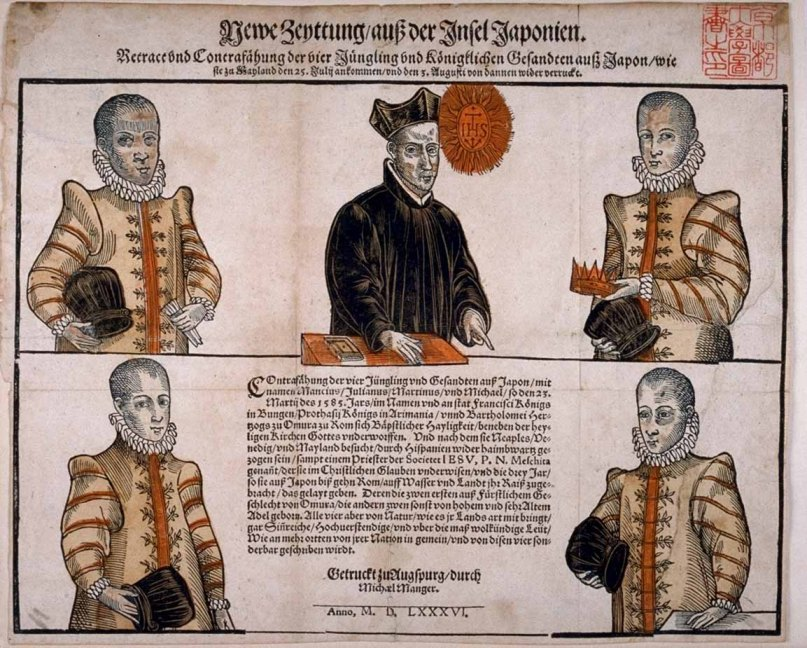
De Japanse legatie naar Europa

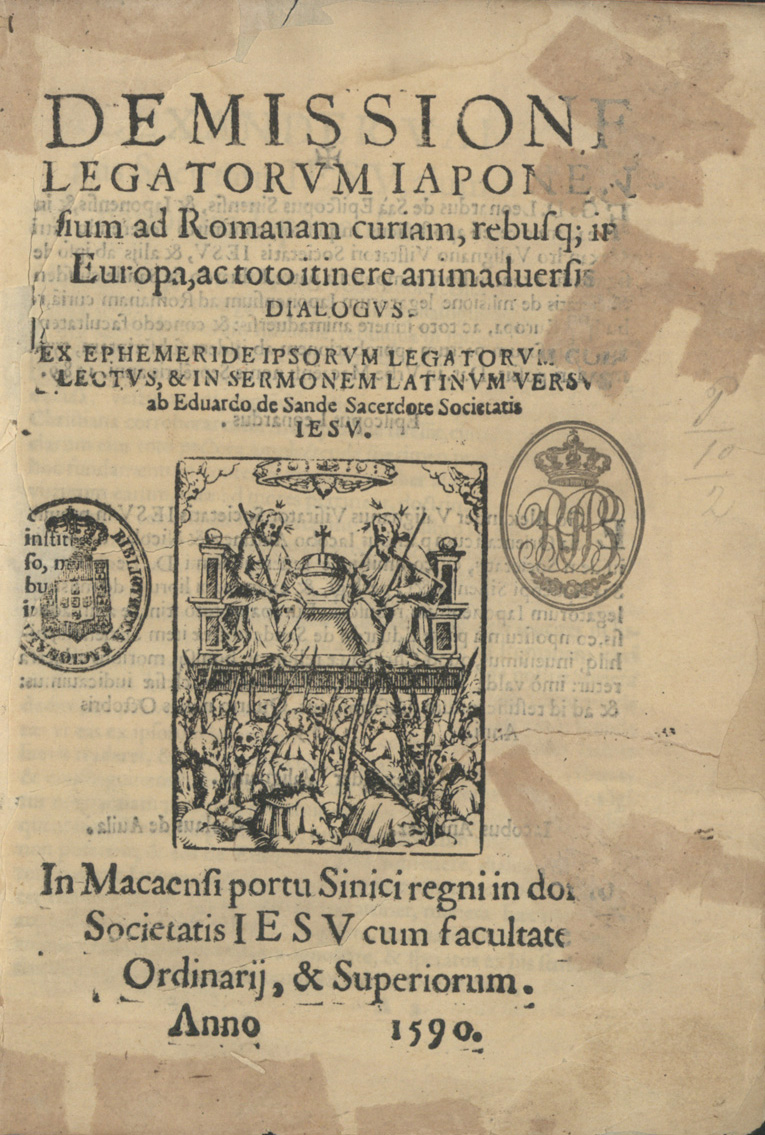
De Latijnse vertaling uit 1590 van het verslag van de Japanse legatie

Met de uitvoering van die maatregelen waren aanzienlijke kosten gemoeid. De belangrijkste inkomstenbron voor de jezuïeten in Japan was de zijdehandel. De Ming-dynastie had wegens Japanse piraterij de Chinese havens voor Japanse schepen gesloten. Portugese handelaren hadden dat vacuüm ingevuld. Die handel was onder meer gebaseerd op de verschillende verhouding tussen goud en zilver in China en Japan. Met in Japan verkregen – relatief goedkoop – zilver werd zijde ingekocht in China, waar het betalingsmiddel zilver een aanzienlijk hogere waarde had en daarna in Japan verkocht voor daar relatief duur goud.
De zijde werd in Japan verkocht in een beperkt aantal havens aan een aantal Japanse consortia tegen vooraf vastgestelde prijzen. Jaarlijks werd ongeveer 100.000 kilogram zijde in Japan verkocht. De winstpercentages bij een geslaagde tocht van Macau via een Chinese naar een Japanse haven bedroegen rond de 70 %. Valignano wist van het Portugese bestuur over Macau gedaan te krijgen dat op iedere reis de orde voor ongeveer 5% in de handel kon participeren met als bijzondere clausule dat verlies voor de jezuïeten bij een volgende reis gecompenseerd zou worden.
Tijdens zijn eerste bezoek aan Japan vond de bekering plaats van een daimyo die onder meer het toen onbelangrijke vissersplaatsje Nagasaki bezat. Als gevolg van die bekering werd de haven van Nagasaki het eigendom van de jezuïeten. Nagasaki werd snel de belangrijkste havenplaats van Japan en naast Goa en Macau een van de grootste in Azië. De orde kon door havengelden en invoerrechten de inkomsten ook sterk vermeerderen. Met name het eigendom van deze haven kreeg hevige kritiek in Europa van zowel de paus als de generaal-overste die door Valignano genegeerd werd. Uiteindelijk werd in Rome toch ingestemd met het eigendom onder de voorwaarde dat dit slechts van tijdelijke aard zou zijn.
Valignano organiseerde dat vier Japanse edelen, zonen van christelijke daimayo's, tussen 1582 en 1590 een reis door Europa maakten. Dat was de eerste formele Japanse legatie in Europa. Zij bezochten Spanje, Portugal en Italië en hadden veel audiënties bij belangrijke gezagsdragers, zoals de pausen Gregorius XIII, Sixtus V en de Spaanse koning Filips II. De reis was bedoeld om het succes van de jezuïeten te illustreren en ook om redenen van fondsenwerving voor de missie. Valignano had ook de bedoeling dat de vier na terugkeer in Japan gunstig zouden rapporteren over dat deel van Europa. Dat was bedoeld als tegenwicht voor de negatieve opvattingen van veel Japanners over Europeanen als gevolg van het gedrag van Portugese handelaren en zeelui. De vier schreven inderdaad een rapport, dat onder de supervisie en eindredeactie van Valignano in het Latijn vertaald werd onder de titel De Missione Legatorvm Iaponensium ad Romanum curiam (Missie van de Japanse legatie naar de Romeinse Curie). Een eerste druk verscheen in 1590 en Valignano had het plan dit een standaardtekst te laten zijn in het curriculum van de seminaries in Japan.

## Latere jaren

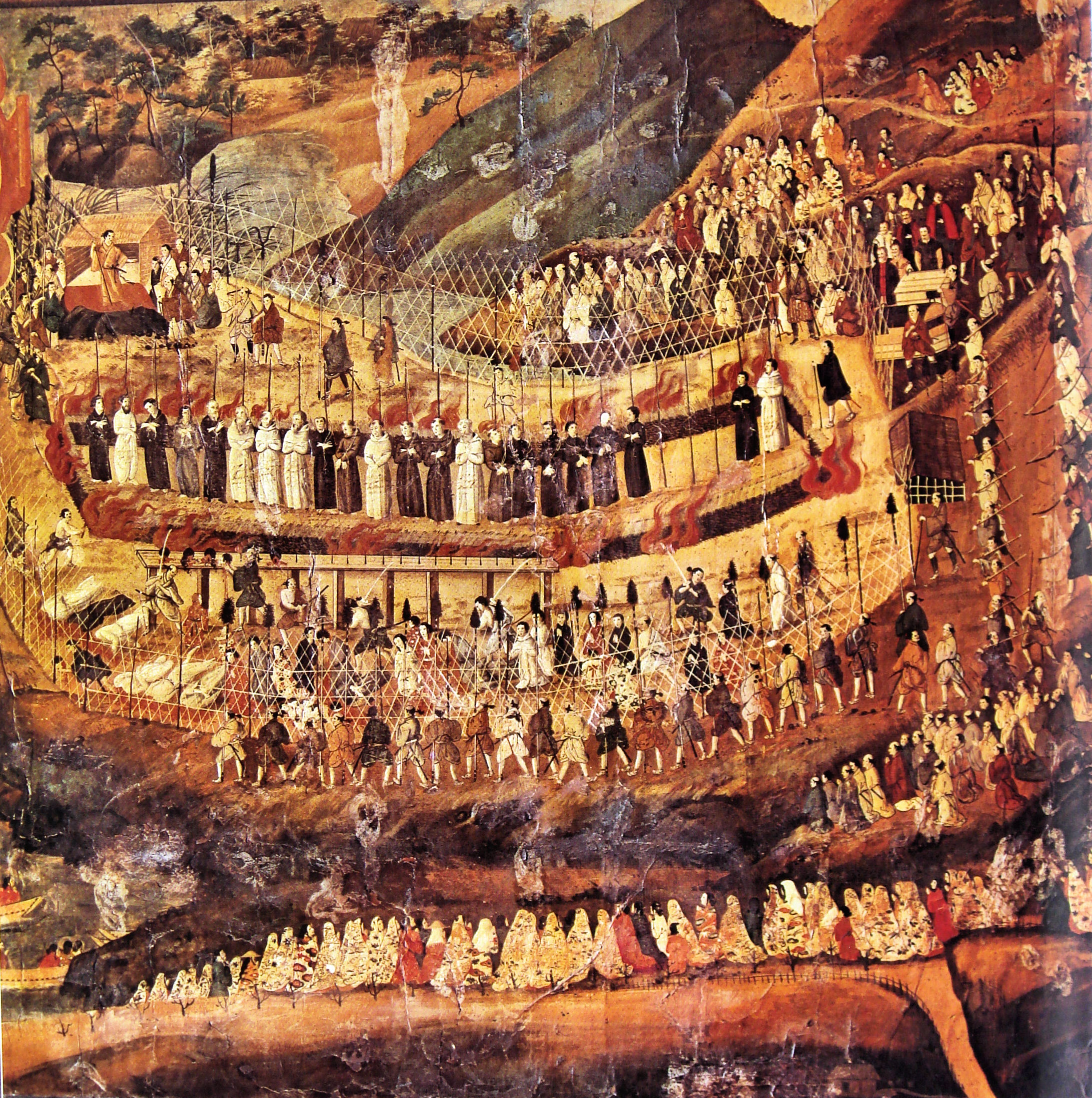
Japanse prent van de kruisigingen uit 1597

Valignano bracht in 1590-1592 en 1598-1603 nog tweemaal een bezoek aan Japan. Uit bewaard gebleven brieven wordt duidelijk, dat hij in toenemende mate teleurgesteld werd over de naar zijn opvatting onvoldoende kwalitatieve vooruitgang in de missie. Hij begon ook meer negatieve opmerkingen te plaatsen over een aantal Japanse attitudes. Dat was echter geen reden om zijn beleid te wijzigen. In 1594 stichtte hij het St-Paulus college in Macau. Het college zou in Azië een prominente positie verwerven voor het onderricht in de talen van Oost-Azië tot aan de ontbinding van de orde in 1773. Onder meer Matteo Ricci en Ferdinand Verbiest hebben hier gestudeerd. Na de onderdrukking van het christendom in Japan werd het college het eerste toevluchtsoord voor gevluchte jezuïeten.
Valignano slaagde niet in zijn opzet om andere religieuze ordes uit Japan te weren. Achtereenvolgende pausen hadden vastgesteld dat de missie in Japan een exclusieve verantwoordelijkheid voor de jezuïeten was en onder auspiciën van de Portugese kroon viel. Eind zestiende eeuw werd het in Spaans bezit zijnde Manilla op de Filipijnen een centrum voor de trans-Pacifische handel. Als gevolg daarvan werd ook Japan steeds meer een bestemming voor Spaanse schepen. In het kielzog daarvan werd de aankomst in Japan van franciscanen en dominicanen onontkoombaar. In 1608 hief paus Paulus V het exclusieve recht van de jezuïeten op.
Met name die verovering van de Filipijnen werd door een aantal Japanners gezien als een signaal dat verovering en missie onlosmakelijk met elkaar verbonden waren. Nog tijdens het leven van Valignano vonden dan ook de eerste vervolgingen plaats. In 1597 werden in Nagasaki op bevel van Toyotomi Hideyoshi de eerste negen missionarissen en zeventien Japanse christenen gekruisigd. Vanaf 1614 zou een meer systematische vervolging plaatsvinden en twee decennia later zou het christendom in Japan alleen nog maar in zeer beperkte mate en ondergronds bestaan.
- Bibsys: 90684266
- Bibliothèque nationale de France: cb12177146b (data)
- Gemeinsame Normdatei: 119106434
- International Standard Name Identifier: 0000 0001 2096 4374
- Library of Congress Control Number: n80139525
- Bibliotheek van het Japanse parlement: 00459467
- Nationale Bibliotheek van Tsjechië: jo20191044141
- Nationale Bibliotheek van Israël: 987007432607605171
- Nationale Bibliotheek van Polen: a0000003445334
- Nederlandse Thesaurus van Auteursnamen: 074851187
- Istituto Centrale per il Catalogo Unico: RMLV036692
- LIBRIS: 373556
- SNAC: w6nx32zj
- Système universitaire de documentation: 030334853
- Trove: 1306124
- Virtual International Authority File: 76359221
- WorldCat: E39PBJyCG8QP8DkwXGHwjvB773